# ایدن نبی
ایدن نبی (به انگلیسی: Eden Naby) (متولد ۱۹۴۲) بانوی تاریخ‌دان ایرانی-آشوری در زمینه آسیای میانه و خاورمیانه است. او در زمینه کشورهایی به گستردگی ترکیه تا تاجیکستان، تحقیق، تدریس، و کتاب چاپ کرد. او در روستای آشوری‌زبان گلپاشان، بیرون از ارومیه در ایران به دنیا آمد. او همسر ریچارد فرای است و فرزند آنها، نلس فرای (Nels Frye) نام دارد. آثار او در زمینه افغانستان و آشوری‌ها، در میان همتایان خود برجسته است.
پس از اتمام تحصیل در دانشگاه تمپل به سال ۱۹۶۴، او در سپاه صلح در افغانستان خدمت کرد و بعد از دریافت دکترا به سال ۱۹۷۵ از دانشگاه کلمبیا، او در ایران تدریس کرد. در ۱۹۸۰، او رهبری تیم برنامه ۶۰ دقیقه شبکه سی بی اس را در جهت جنگ شوروی در افغانستان رهبری کرد.

## آثار
- "The End of Christianity in the Middle East?" by Eden Naby and Jamsheed K. Choksy. فارن پالیسی. November 2، 2010.
- "Foreword to Walking the Precipice: Witness to the Rise of the Taliban in Afghanistan" by Barbara Bick. New York، The Feminist Press، 2008
- "Theater، Language and Inter-Ethnic Exchange: Assyrian Performance before World War I." Iranian Studies، Volume 40، Issue 4 September 2007، pages 501 - 51
- "The First Kurdish Periodical in Iran"، International Journal of Kurdish Studies Vol. 20، nos. 1&2 (2006) pp. 215–233
- "The Plight of Christians in Iraq،" The New York Review of Books، Volume 53، Number 19 November 30، 2006
- "Ishtar: Documenting the Crisis in the Assyrian Iranian Community"، Middle East Review of International Affairs، Vol. 10، no. 4، (December 2006)، pp 92–102
- "Honey and Vinegar: Attitudes toward Iran's Assyrian Christians". 2006.
- Introduction The Well of Ararat by Emmanuel Varandyan. Belmont، Massachusetts : Armenian Heritage Press/National Association for Armenian Studies and Research، c2005
- "Almost Family: Assyrians and Armenians in Massachusetts،" Armenians of New England : celebrating a culture and preserving a heritage ed. Marc A. Mamigonian. (Belmont، Massachusetts : Armenian Heritage Press، 2004)، p. 43-52.
- (with Michael E. Hopper) The Assyrian experience : sources for the study of the 19th and 20th centuries : from the holdings of the Harvard University Libraries (with a selected bibliography). .Cambridge، Massachusetts : Harvard College Library، 1999.
- (with Ralph Magnus) Afghanistan : mullah، Marx، and mujahid. Boulder، Colo. : Westview Press، 1998، rpt. 2002.